# Jan Wallander
Jan Rickard Wallander, född 8 juni 1920, död 5 september 2016, var en svensk bankdirektör, forskare och författare.

## Utbildning och karriär
Wallander blev filosofie licentiat 1949 och disputerade samma år för filosofie doktorsgrad vid Stockholms högskola. Han var därefter verksam som nationalekonom vid Studieförbundet Näringsliv och Samhälle, vilket han även var chef för i början av 1950-talet, 1953–1961 var han chef för Industrins Utredningsinstitut. Han bytte bana från forskningen till banksektorn när han anställdes som direktör för Sundsvallsbanken 1961.
I februari 1970 värvades han till VD-posten för Svenska Handelsbanken av dess styrelseordförande Tore Browaldh, vid ett tillfälle när banken befann sig i en svår ekonomisk situation som lett till att dess VD Rune Höglund fått avgå. Wallander stannade som VD till 1978, och anses ha präglat bankens organisation och verksamhet på ett avgörande sätt. 1978 efterträddes han som VD av Tom Hedelius och övergick till att vara styrelseordförande i banken, en post han behöll till 1991. Han har också haft ett flertal styrelseuppdrag, bland annat i Ericsson och Tidnings AB Marieberg.

## Jan Wallanders och Tom Hedelius stiftelse
Jan Wallander har, tillsammans med Tom Hedelius, skapat Jan Wallanders och Tom Hedelius stiftelse, en av Handelsbanksstiftelserna, som delar ut stipendier till samhällsekonomisk forskning. Stiftelsen har bland annat finansierat Jan Wallanders professur i företagsekonomi med särskild inriktning mot redovisning och finansiering vid Handelshögskolan i Stockholm.

## Jan Wallanderpriset
Jan Wallanderpriset är instiftat av Handelsbanken i samarbete med Kungl. Musikhögskolan i Stockholm, och delas från 2010 varje år ut till en framstående ung musiker som studerar vid någon av Sveriges musikhögskolor.

## Utmärkelser
Jan Wallander mottog 1992 Ekonomiska forskningsinstitutet vid Handelshögskolan i Stockholms årliga pris, kallat SSE Research Award (tidigare EFI Research Award) till personer som "aktivt bidragit till att skapa goda förutsättningar för forskning inom de administrativa och ekonomiska vetenskaperna"
- Kommendör av första klassen av Vasaorden, 6 juni 1973.[5]
- Ledamot av Ingenjörsvetenskapsakademien sedan 1969
- SSE Research Award 1992
- Ekonomie hedersdoktor vid Handelshögskolan i Stockholm (ekon. dr. h.c.) 2005

## Familj
Jan Wallander var son till arkitekten Sven Wallander. Han var från 1941 gift med Ann-Charlotte Wallander, född Westergren 1923, och från 1983 med Birgitta Celsing, född Dyrssen (1922–2004), änka efter arkitekten Peter Celsing. Makarna Wallander är begravda på Solna kyrkogård.

## Böcker (urval)
- Flykten från skogsbygden : en undersökning i Klarälvsdalen. Stockholm, Industriens utredningsinstitut (1948) / Jan Wallander, akademisk avhandling. Libris 10087 och 12734851 (elektronisk resurs).
- Från Vängåvan till Kungsträdgården. (1991), Bonnier ISBN 9100552372
- Livet som det blev : en bankdirektör blir till (1997) / Jan Wallander (memoarer)
- Forskaren som bankdirektör : att utveckla och förändra (1998) / Jan Wallander (memoarer)
- Wenner-Gren stiftelserna 1955–2000 : hur fåfänga visioner och världsförbättrarnit blev grunden till stora stiftelser (2002) / Jan Wallander
- Med den mänskliga naturen - inte mot! / Jan Wallander, 2002 SNS Förlag
- Decentralisation - why and how to make it work, the Handelsbanken way / Jan Wallander översättare Michael Knight, 2003 SNS Förlag
- Klockberga : hur bebyggelse och mark formats under tvåhundrafemtio år (2005) / Mats Persson och Jan Wallander